# Grand Prix Niemiec 1984
Grand Prix Niemiec 1984 (oryg. Großer Preis von Deutschland) – 11. runda Mistrzostw Świata Formuły 1 w sezonie 1984, która odbyła się 5 sierpnia 1984, po raz dziewiąty na torze Hockenheimring.
46. Grand Prix Niemiec, 32. zaliczane do Mistrzostw Świata Formuły 1.

## Klasyfikacja
| Legenda oznaczeń w tabelach wyników Wyświetl szablon na nowej stronie | Legenda oznaczeń w tabelach wyników Wyświetl szablon na nowej stronie                                                                     |
| Oznaczenie                                                            | Wyjaśnienie |
| --------------------------------------------------------------------- | --- |
| Złoty                                                                 | Zwycięzca lub mistrzostwo |
| Srebrny                                                               | 2. miejsce lub wicemistrzostwo |
| Brązowy                                                               | 3. miejsce lub II wicemistrzostwo |
| Zielony                                                               | Ukończył, punktował (w klasyfikacji generalnej, gdy zdobył co najmniej jeden punkt na przestrzeni sezonu, poza trzema powyższymi opcjami) |
| Niebieski                                                             | Ukończył, nie punktował (w klasyfikacji generalnej, gdy nie zdobył co najmniej jednego punktu na przestrzeni sezonu)                      |
| Czerwony                                                              | Nie zakwalifikował się (NZ) |
| Czerwony                                                              | Nie prekwalifikował się (NPK) |
| Różowy                                                                | Nie ukończył (NU) |
| Różowy                                                                | Niesklasyfikowany (NS) (w klasyfikacji generalnej, gdy nie został sklasyfikowany w żadnym wyścigu sezonu)                                 |
| Czarny                                                                | Zdyskwalifikowany (DK) |
| Czarny                                                                | Wykluczony (WYK/EX) |
| Biały                                                                 | Nie wystartował (NW) |
| Biały                                                                 | Kontuzjowany (K/INJ) |
| Biały                                                                 | Wyścig odwołany (OD/C) |
| Bez koloru                                                            | Został wycofany (WYC/WD) |
| Bez koloru                                                            | Nie przybył (NP/DNA) |
| Bez koloru                                                            | Nie brał udziału w treningach (NT/DNP) |
| Bez koloru                                                            | Nie został zgłoszony (–) |
| Pogrubienie                                                           | Start z pole position |
| Kursywa                                                               | Najszybsze okrążenie wyścigu |
| †                                                                     | Nie ukończył, ale jego rezultat został zaliczony ze względu na przejechanie więcej niż 90% dystansu wyścigu.                              |
| *                                                                     | Sezon w trakcie |
| 1/2/3                                                                 | Punktowana pozycja w sprincie kwalifikacyjnym                                                                                             |
| Lista systemów punktacji Formuły 1                                    | |

| Poz. | Nr. | Kierowca           | Konstruktor       | Okrążenia | Czas/powód NU   | Poz. start. | Punkty |
| ---- | --- | ------------------ | ----------------- | --------- | --------------- | ----------- | ------ |
| 1    | 7   | Alain Prost        | McLaren-TAG       | 44        | 1:24:43.210     | 1           | 9      |
| 2    | 8   | Niki Lauda         | McLaren-TAG       | 44        | + 3.149         | 7           | 6      |
| 3    | 16  | Derek Warwick      | Renault           | 44        | + 36.423        | 3           | 4      |
| 4    | 12  | Nigel Mansell      | Lotus-Renault     | 44        | + 51.663        | 16          | 3      |
| 5    | 15  | Patrick Tambay     | Renault           | 44        | + 1:11.949      | 4           | 2      |
| 6    | 28  | René Arnoux        | Ferrari           | 43        | + 1 okrążenie   | 10          | 1      |
| 7    | 26  | Andrea de Cesaris  | Ligier-Renault    | 43        | + 1 okrążenie   | 11          |        |
| 8    | 25  | François Hesnault  | Ligier-Renault    | 43        | + 1 okrążenie   | 17          |        |
| 9    | 21  | Huub Rothengatter  | Spirit-Hart       | 40        | + 4 okrążenia   | 24          |        |
| DK   | 3   | Stefan Johansson   | Tyrrell-Ford      | 42        | Dyskwalifikacja | 26          |        |
| NU   | 14  | Manfred Winkelhock | ATS-BMW           | 31        | Skrz. biegów    | 13          |        |
| NU   | 23  | Eddie Cheever      | Alfa Romeo        | 29        | Silnik          | 18          |        |
| NU   | 2   | Teo Fabi           | Brabham-BMW       | 28        | Turbo           | 8           |        |
| NU   | 1   | Nelson Piquet      | Brabham-BMW       | 23        | Skrz. biegów    | 5           |        |
| NU   | 22  | Riccardo Patrese   | Alfa Romeo        | 16        | Prob. z paliwem | 20          |        |
| NU   | 24  | Piercarlo Ghinzani | Osella-Alfa Romeo | 14        | Elektronika     | 21          |        |
| NU   | 30  | Jo Gartner         | Osella-Alfa Romeo | 13        | Turbo           | 23          |        |
| NU   | 27  | Michele Alboreto   | Ferrari           | 13        | Silnik          | 6           |        |
| NU   | 10  | Jonathan Palmer    | RAM-Hart          | 11        | Turbo           | 25          |        |
| NU   | 6   | Keke Rosberg       | Williams-Honda    | 10        | Elektronika     | 19          |        |
| NU   | 5   | Jacques Laffite    | Williams-Honda    | 10        | Silnik          | 12          |        |
| NU   | 18  | Thierry Boutsen    | Arrows-BMW        | 8         | Silnik          | 15          |        |
| NU   | 11  | Elio de Angelis    | Lotus-Renault     | 8         | Turbo           | 2           |        |
| NU   | 9   | Philippe Alliot    | RAM-Hart          | 7         | Przegrzanie     | 22          |        |
| NU   | 19  | Ayrton Senna       | Toleman-Hart      | 4         | Wypadek         | 9           |        |
| NU   | 17  | Marc Surer         | Arrows-BMW        | 1         | Turbo           | 14          |        |
| NZ   | 4   | Mike Thackwell     | Tyrrell-Ford      |           |                 |             |        |